# Zamach w Ma’alot
Zamach w Ma’alot – zamach terrorystyczny przeprowadzony w dniach 14-15 maja 1974 roku przez trzech członków Demokratycznego Frontu Wyzwolenia Palestyny w mieście Ma’alot-Tarszicha na północy Izraela.
Palestyńscy terroryści weszli do Izraela z terytorium Libanu. Po dotarciu do miasta Ma’alot-Tarszicha zajęli podstawową szkołę religijną Netiv Me'ir, biorąc 89 zakładników (w tym 85 dzieci). W zamian za ich uwolnienie zażądali zwolnienia 26 terrorystów przebywających w izraelskich więzieniach. Po bezowocnych negocjacjach jednostka Sajjeret Matkal przeprowadziła szturm na budynek szkoły. Ogółem zginęło 26 osób, a 68 zostało rannych. Zamach przeszedł do historii jako masakra w Ma’alot. Atak przeprowadzono w 26. rocznicę proklamacji niepodległości Izraela.

## Okoliczności zamachu
Miasto Ma’alot-Tarszicha jest położone w zachodniej części Górnej Galilei, na północy Izraela. Osiedla mieszkaniowe miasta rozciągają się na pięciu wzgórzach zlokalizowanych na południe od głębokiego wadi strumienia Keziw. W odległości 6 km na północny wschód od miasta przebiega granica Libanu.
W październiku 1973 roku doszło do wojny Jom Kipur, podczas której Siły Obronne Izraela odparły zaskakujący atak arabskich armii. Pomimo zwycięstwa Izraelczycy wyszli z tej wojny z przeświadczeniem o wielkiej przegranej. Wojna wywołała szok w społeczeństwie izraelskim – kraj okazał się nieprzygotowany na niespodziewany atak i niezdolny do szybkiego go odparcia. Jednak najważniejszą konsekwencją wojny było rozpoczęcie procesu pokojowego w konflikcie izraelsko-egipskim. W dniu 21 grudnia 1973 roku rozpoczęła się konferencja pokojowa w Genewie. W obradach uczestniczyli przedstawiciele Izraela, Egiptu, Jordanii, Związku Radzieckiego, Stanów Zjednoczonych i ONZ. Egipt odciął się od arabskiego nacjonalizmu starając się osiągnąć porozumienie w sprawie odzyskania Półwyspu Synaj. Po raz pierwszy na tak ważnej konferencji omawiano problem palestyński. Delegacja Egiptu reprezentowała interesy Organizacji Wyzwolenia Palestyny (OWP), na co nalegała Syria, Jordania i Związek Radziecki. Izrael i Stany Zjednoczone sprzeciwiły się formalnemu uznaniu obecności Organizacji Wyzwolenia Palestyny na konferencji, ponieważ OWP nie uznawała prawa do istnienia państwa Izrael. Z tego powodu Syria nie wysłała swojej delegacji na konferencję, która zakończyła się bez osiągnięcia jakiegokolwiek porozumienia. Wszystkie te wydarzenia bardzo mocno wpływały na sytuację wewnętrzną w Libanie, w którym napływ palestyńskich uchodźców po 1948 roku doprowadził do poważnych zmian demograficznych. Gdy w latach 1970–1971 władze jordańskie usunęły ze swojego terytorium palestyńskie ugrupowania zbrojne, schroniły się one w Libanie. Ludowy Front Wyzwolenia Palestyny był jednym z najbardziej radykalnych ugrupowań palestyńskich, które w celu zwrócenia uwagi świata na problem palestyński stosowało metody terrorystyczne. Dowództwo tego ugrupowania podjęło na wiosnę 1974 roku decyzję o przeprowadzeniu zamachu terrorystycznego na terytorium Izraela. W rezultacie w kwietniu doszło do masakry w Kirjat Szemonie. Demokratyczny Front Wyzwolenia Palestyny nie chciał pozostać w tyle za konkurencyjnym Ludowym Frontem Wyzwolenia Palestyny i postanowił przeprowadzić podobny atak, który miał odbyć się 14 maja w 26. rocznicę proklamacji niepodległości Izraela.

## Przebieg zamachu

### Infiltracja granicy
Wieczorem 13 maja 1974 roku (około godz. 22:00) trzech terrorystów Demokratycznego Frontu Wyzwolenia Palestyny przeniknęło z południowego Libanu na terytorium Izraela. Byli to: Ali Ahmad Hasan al-Atmah (Linou, 27 lat) z Hajfy, Zijad Abdar-Rahim Ka'ik (Zijad, 22 lata) z At-Tajjiba, oraz Muhammad Muslih Salim Dardour (Haribi, 20 lat) z Bet Hanina. Granicę przekroczyli na południe od libańskiej wioski Rumajsz, w rejonie rezerwatu przyrody strumienia Mattat. Zamachowcy byli ubrani w mundury żołnierzy Sił Obronnych Izraela. Byli uzbrojeni w karabiny automatyczne AK-47, granaty ręczne oraz plastyczny materiał wybuchowy Semtex. Po przejściu granicy ukryli się w sadzie niedaleko druzyjskiej wioski Churfeisz, a następnie ruszyli w stronę żydowskiej osady Ma’alot. Podczas nocnej wędrówki wzdłuż krętej górskiej drogi, terroryści ostrzelali samochód dostawczy przewożący chrześcijańskie Arabki z miejscowości Fassuta do pracy w zakładach tekstylnych w Hajfie. Linou otworzył ogień, zabijając na miejscu jedną kobietę, oraz raniąc kierowcę i kolejną pasażerkę (później zmarła od ran postrzałowych). Druzyjski kierowca natychmiast zgasił światła samochodu i wycofał uciekając do pobliskiego moszawu Curi’el.

### Atak na Ma’alot
Terroryści dotarli do Ma’alot około godz. 3:00 w nocy (14 maja). Pukali do drzwi domów i podając się za policjantów szukających terrorystów, wzywali w języku hebrajskim do otwarcia drzwi. Drzwi swojego domu otworzył Josef Kohen. Od strzałów zginął gospodarz, jego ciężarna żona i czteroletni syn. Sześcioletnia córka została ciężko postrzelona. Z mieszkańców domu bez szwanku wyszedł tylko szesnastoletni głuchoniemy syn, którego matka ukryła pod łóżkiem. Następnie terroryści udali się do szkoły religijnej Netiv Me'ir, do której wtargnęli około godz. 4:00 w nocy. W szkole nocowali uczestnicy 3-dniowej szkolnej wycieczki z religijnych szkół z Safedu. Szkoła była trzypiętrowym betonowym budynkiem, położonym między domami mieszkalnymi. Nocowało w niej 102 uczniów w wieku od 15 do 17 lat oraz 10 dorosłych opiekunów. Gdy do szkoły weszli terroryści, część uczniów i kilku nauczycieli zdołało uciec skacząc przez okna. W rękach napastników pozostało 89 zakładników (w tym 85 dzieci, 2 nauczycieli i 2 pielęgniarki). Wszystkich zakładników zmuszono do siedzenia na podłodze, a między nimi rozmieszczono materiały wybuchowe. Rankiem 14 maja terroryści przedstawili swoje warunki. W zamian za uwolnienie zakładników zażądali zwolnienia 26 terrorystów przebywających w izraelskich więzieniach. Było to 23 arabskich terrorystów oraz 3 innej narodowości, w tym Kōzō Okamoto odpowiedzialny za masakrę na lotnisku Lod w 1972 roku. Terroryści zagrozili, że jeśli ich warunki nie zostaną spełnione, to od godziny 18:00 zaczną zabijać zakładników.
O godz. 10:00 rano, młody mężczyzna (izraelski żołnierz przebywający w domu na przepustce z wojska) próbował wspiąć się na wieżę ciśnień stojącą niedaleko budynku szkoły. Chciał on sprawdzić co się dzieje w szkole. Został jednak dostrzeżony i zastrzelony przez zamachowców.

### Operacja antyterrorystyczna
W Knesecie odbyła się nadzwyczajna sesja poświęcona atakowi terrorystycznemu w Ma’alot-Tarszicha. Szef Sztabu Generalnego Mordechaj Gur wezwał do nawiązania rozmów z terrorystami, a minister obrony Szimon Peres poparł jego wniosek. Rząd Izraela podjął wówczas decyzję o rozpoczęciu negocjacji z terrorystami (stało się to po raz pierwszy w historii Izraela). Negocjatorzy zwrócili się do terrorystów o wydłużenie czasu, jednak ich prośba została odrzucona.
O godz. 17:25 dowódca elitarnej jednostki sił specjalnych Sajjeret Matkal otrzymał pozwolenie na atak na budynek szkoły i odbicie zakładników. Siły komandosów podzielono na trzy grupy: dwie miały atakować wejściami, natomiast trzecia miała wspiąć się po drabinach od strony północnej i zaatakować przez okna. Wszystkie trzy grupy zajęły pozycje wyjściowe do ataku między budynkami mieszkalnymi. Ich atak był skoordynowany ze snajperami, którzy mieli wyeliminować terrorystów. Atak grup szturmowych rozpoczął się o godz. 17:32. Pierwsza trzyosobowa grupa dowodzona przez Juvala Galili napotkała na trudność z otwarciem drzwi wejściowych do szkoły, które były zabarykadowane stołami i krzesłami. Po ich sforsowaniu komandosi zostali ostrzelani z wyższego piętra, a raniony Galili rzucił na korytarz szkolny granat dymny, aby chronić swoich ludzi. Eksplozja i dym białego fosforu oślepił jednak drugą grupę szturmową dowodzoną przez Amirana Levine. Chwilę zwłoki wykorzystał terrorysta Linou, który pod osłoną ognia swoich kolegów uciekł na wyższe piętra budynku. W tym czasie snajper zastrzelił terrorystę Zijada, który zbliżył się do okna na trzecim piętrze. Gdy komandosi wdarli się do sali lekcyjnej w której przetrzymywano zakładników, terrorysta Haribi chwycił jednego z uczniów celując w niego z broni. Komandosi zdołali zastrzelić terrorystę, jednak trzeci z zamachowców (Linou) zdołał dobiec do magazynków i przeładować broń. Następnie otworzył ogień z karabinu automatycznego do zakładników i rzucił granaty przez okno. Raniony, zdołał jeszcze przed swoją śmiercią rzucić dwa granaty w stronę skulonych na podłodze uczennic. Kilku uczniów zdołało uciec i wyskoczyło przez okno. W ataku komandosów zginęli wszyscy trzej terroryści. Oprócz nich zginęło 22 uczniów (18 dziewcząt i 4 chłopców). Ogółem w masakrze w Ma’alot zginęło 26 Izraelczyków i 3 terrorystów, natomiast rannych zostało 68 osób.

## Konsekwencja zamachu
Następnego dnia Siły Powietrzne Izraela zbombardowały obozy i bazy szkoleniowe Ludowego Frontu Wyzwolenia Palestyny oraz Demokratycznego Frontu Wyzwolenia Palestyny na terytorium południowego Libanu. Według raportu BBC w bombardowaniach zginęło co najmniej 27 osób, a 138 było rannych.
W maju 1974 roku powołano specjalną komisję śledczą, której zadaniem było zbadanie okoliczności i przyczyn masakry w Ma’alot. Raport komisji wskazał liczne błędy popełnione przez izraelskich polityków oraz siły bezpieczeństwa. Ocena przebiegu zamachu w Ma’alot pokazała, że palestyńscy terroryści stosują metody terroryzmu samobójczego, nie planując odwrotu. Celem działań terrorystycznych było więc zadanie jak największych strat. Dotychczasowe metody działania sił specjalnych okazały się w tym przypadku nieskuteczne, ponieważ były dostosowane do taktyki działań na terytorium wroga. Nowa sytuacja wymagała rewizji taktyki stosowanej w walce z terroryzmem i opracowania nowych metod szkolenia komandosów. W wyniku tych działań powstała jednostka policji Jamam, specjalizująca się w odbijaniu zakładników.